# Nigmet Nurmakov
Nigmet Nurmakóvich Nurmakov (en ruso; Ныгмет Нурмакович Нурмаков, 25 de abril de 1895, distrito de Karkaralinsky del distrito de Semipalatinsk - 25 de septiembre de 1937, Moscú) - fue un político soviético que se desempeñó como presidente del Consejo de Comisarios del Pueblo de la RASS de Kazajistándesde octubre de 1924 hasta febrero de 1925.
En 1926, fue acusado de apoyar el nacionalismo étnico y exiliado de Kazajstán.